# Ідеальний голос 3
Ідеальний голос 3 (англ. Pitch Perfect 3) — американська музична кінокомедія 2017 року, продовження фільму Ідеальний голос 2. Режисер — Тріш Сі.
Світова прем'єра відбулася 29 листопада 2017 року Австралії. Вихід фільму в США відбувся 22 грудня 2017 року.

## Сюжет
Історія про колектив юних і амбітних співачок, яких очікують нові виклики і випробування на шляху до успіху і широкого визнання. Обдаровані співочими ідеальними голосами дівчата розбомбили своєю поведінкою сцену, викликали шквал оплесків і отримали тисячі фанатів на додачу до головного призу конкурсу. Виступаючи від імені коледжу, «Барденські Белли» прославилися, довели невіруючим в їх талант людям, що вони гідні і софітів, і міжнародних турів. Однак гучне суперництво в рамках турніру стихло, вінценосні артистки вже вийшли за межі трендових обговорень, а навчання в університеті добігало кінця. Зірковий час так само раптово пішов, як і настав. Офіційний випуск привів до розпаду колективу, отримавши дипломи, дівчата роз'їхалися і почали облаштовувати життя відповідно до планів середньостатистичних випускників: пошук роботи, житла і чоловіка. Одна подалася в офіс, інша у ветеринарну клініку. Засилля роботи і турбот не дозволяло збиратися, репетирувати і відриватися як раніше. Героїні канули в забуття.
Правда, нудна і рутинна життя з часом остогидла — учасниці музичного гурту відчували себе не на своєму місці, насилу просувалися по кар'єрних сходах і занурилися в депресію. На черговій рідкісній зустрічі за ностальгічними історіями і келихами вина всі виконавиці прийшли до єдиної думки: їм знову хочеться взяти в руки мікрофон і запалити зал для глядачів. На щастя, дівчаткам несказанно пощастило. Запланований конкурс з перспективою гастролей по мегаполісах світу віщує не тільки веселощі, а й нові професійні можливості реалізуватися в шоу-бізнесі. Не роздумуючи і кидаючи все, «Барденські Белли» пакують валізи і летять здійснювати мрії.
Правда, шлях до музичного Олімпу знову захаращений талановитими суперниками. Артисткам належить зіткнутися з кращими колективами і чудовими голосами. Програш автоматично веде за собою повернення до нестерпної, позбавленої творчості буденності.

## У ролях
| Актор              | Роль                               |
| ------------------ | ---------------------------------- |
| Анна Кендрік       | Бека Мітчелл («Белла»)             |
| Ребел Вілсон       | Патриція «Жирна Емі» («Белла»)     |
| Бріттані Сноу      | Хлоя Біл («Белла»)                 |
| Анна Кемп          | Обрі Поузен («Белла»)              |
| Гейлі Стайнфельд   | Емілі Торчок (Белла»)              |
| Алексіс Кнапп      | Стейсі Конрад («Белла»)            |
| Гана Мей Лі        | Лілі Онакурамара («Белла»)         |
| Естер Дін          | Синтія Роуз Адамс («Белла»)        |
| Шеллі Регнер       | Ешлі («Белла»)                     |
| Кріссі Фіт         | Фло («Белла»)                      |
| Келлі Джакл        | Джессіка («Белла»)                 |
| Енді Алло          | Чаріті                             |
| Гай Бернет         | Тео                                |
| Джон Майкл Хіггінс | телеведучий Джон Сміт              |
| Елізабет Бенкс     | телеведуча Гейл Абернаті Маккадден |
| Джон Літгоу        |                                    |
| Рубі Роуз          |                                    |
| Метт Лантер        | Чикаго                             |
| DJ Khaled          |                                    |